# Шакур, Тупак
Ту́пак Ама́ру Шаку́р (англ. Tupac Amaru Shakur, МФА: о файле/ˈtuːpɑːk ʃəˈkʊər/), также известный как 2Pac и Makaveli, при рождении Лесэйн Пэ́риш Крукс (англ. Lesane Parish Crooks); 16 июня 1971, Гарлем, Нью-Йорк — 13 сентября 1996, Лас-Вегас, Невада) — американский рэпер, продюсер и актёр. Считается одним из величайших хип-хоп-исполнителей в истории. По состоянию на 2015 год по всему миру было продано более 80 млн записей Тупака Шакура. Его двойной студийный альбом All Eyez on Me, а также сборник хитов входят в список самых продаваемых альбомов в США. Журнал Rolling Stone поместил Шакура на 86-ю позицию в списке 100 величайших исполнителей всех времён. Шакур оказал колоссальное влияние на множество хип-хоп-исполнителей, включая Эминема, Snoop Dogg, Нас, Уиз Халифа, Лил Уэйна, Дрейка, Кендрика Ламара, 50 Cent, The Game и Nipsey Hussle.
Подавляющее большинство песен Шакура повествуют о тяжёлой жизни в гетто, насилии, бедности, расизме и проблемах современного общества. Большая часть родственников Шакура являлись членами афроамериканской леворадикальной организации «Чёрные пантеры». В последние годы своей жизни Шакур являлся непосредственным участником соперничества двух побережий, повлекшего за собой вражду с другими хип-хоп-исполнителями и музыкальными продюсерами, включая лидера Восточного Побережья The Notorious B.I.G. и лейбла Bad Boy Records.
Осенью 1996 года Шакур получил несколько огнестрельных ранений. В госпитале, после нескольких попыток встать с кровати, Шакур, находясь под воздействием сильных обезболивающих, был помещён в аппарат искусственного жизнеобеспечения и, в конечном итоге, при помощи барбитуратов переведён в искусственную кому. Днём 13 сентября 1996 года, несмотря на попытки врачей остановить внутреннее кровотечение, Тупак Шакур умер в отделении реанимации и интенсивной терапии. Мать Тупака, Афени Шакур, приняла решение прекратить тщетные попытки врачей вернуть к жизни своего сына. Официальная причина смерти — дыхательная недостаточность и остановка сердца в связи со множеством огнестрельных ранений.

## Детство и юность
У моей матери была серьёзная репутация. Это было всё равно что иметь отца, потому что у неё был авторитет. Ни один ублюдок не мог поиметь Афени или её детей. Никто не мог нас тронуть. У всех мамы как мамы, но моя мать Афени — понимаешь, о чём я?
Шакур родился 16 июня 1971 года в Восточном Гарлеме, Нью-Йорк. При рождении получил имя Лисейн Пэриш Крукс, однако год спустя, по настоянию тёти, родители изменили ему имя на Тупак Шакур, назвав его в честь южноамериканского революционера XVIII века Тупака Амару II.
Его мать, Афени Шакур, и отец, Билли Гарланд, являлись участниками афроамериканской леворадикальной организации «Чёрные пантеры». Младенец родился через месяц после того, как его мать была оправдана по более чем 150 обвинениям в «заговоре против правительства Соединённых Штатов Америки» в ходе так называемого дела «Пантер-21». Афени вовлекла в деятельность партии даже своего сына, который сделал на теле татуировку с изображением пантеры. С раннего детства Шакур был тесно связан с членами чёрной националистической боевой организации «Чёрная Освободительная Армия», члены которой впоследствии понесли уголовные наказания за тяжкие преступления. Его крёстный отец, Элмер «Джеронимо» Пратт, являлся высокопоставленным членом «Чёрных Пантер» и был осуждён за убийство школьного учителя при попытке ограбления в 1968 году, однако позже наказание было отменено. Его отчим, Мутулу, четыре года находился в списке самых разыскиваемых преступников ФБР. Мутулу был арестован в 1986 за вооружённое ограбление, в ходе которого были убиты двое полицейских и охранник. Тётя Тупака, Ассата Шакур, была заключена под стражу в связи с убийством офицера полиции штата, но спустя некоторое время она бежала из исправительного учреждения. Шакур имеет младшую единоутробную сестру по имени Секайва и старшего сводного брата через первый брак отчима, Моприма.

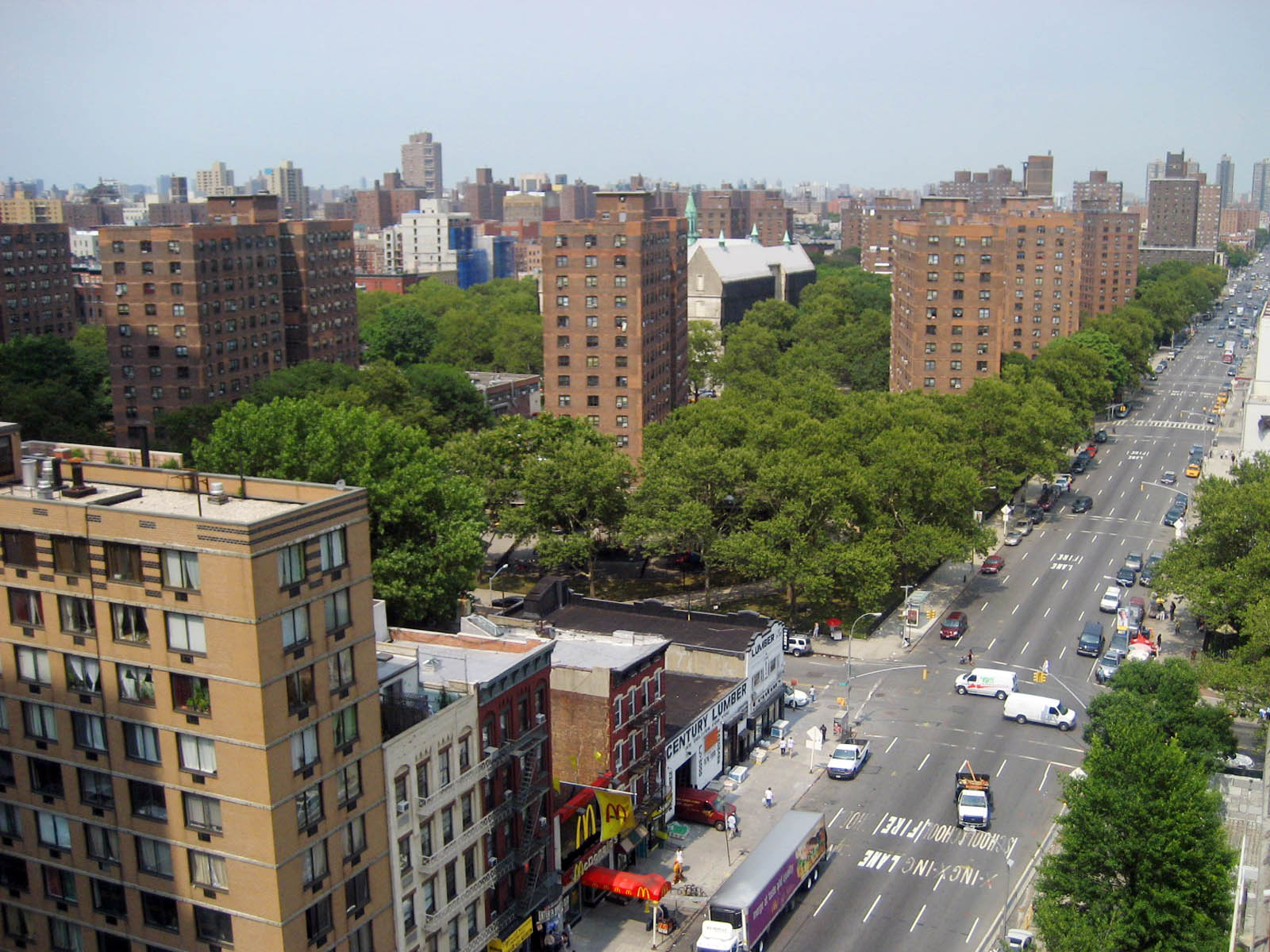
Восточный Гарлем, один из районов Нью-Йорка — место, откуда родом Шакур

В возрасте 12 лет Шакур вступил в 127-й уличный ансамбль Гарлема, впоследствии сыграв роль Молодого Трэвиса в пьесе A Raisin in the Sun. В 1986 году семья переехала в Балтимор, Мэриленд. После окончания второго курса средней школы Пола Лоренса Данбара, Шакур перевёлся в школу искусств Балтимора, где изучал актёрское искусство, поэзию, джаз и балет. Он выступал в пьесах Уильяма Шекспира, а также играл роль короля мышей в балете в двух актах Петра Чайковского Щелкунчик (англ. The Nutcracker). Зачастую он побеждал в рэп-состязаниях и считался лучшим рэпером своей школы. В школе Пола Лоренса Данбара он запомнился как один из самых популярных учеников из-за своего чувства юмора, рэпа, а также за умение находить общий язык с разными людьми. С детства вплоть до своей смерти Шакур являлся близким другом Джады Корен Пинкетт-Смит. В документальном фильме «Тупак: Воскрешение» Пинкетт произнесла: «Тупак являлся одним из моих лучших друзей. Он был мне как брат. Это была не просто дружба. У нас был такой тип взаимоотношений, который бывает лишь раз в жизни». Во время учёбы в школе Шакур вступил в молодёжную коммунистическую организацию США. Спустя некоторое время он начал встречаться с дочерью главы местного отделения коммунистической партии США.
В 1988 Шакур вместе со своей семьёй переезжает в Марин-Сити, Калифорния. Вскоре он поступает в среднюю школу Тамалпэйс. Шакур внёс значительный вклад в развитие актёрского искусства в школе, осуществив несколько театральных представлений. Вдобавок он начал посещать курсы поэзии писательницы, поэта и педагога Лейлы Штейнберг.

## Карьера

### 1987—1993: Восхождение к славе
При всём при том, что Шакур начал записываться ещё в 1987, его взлёт к славе наступил в составе хип-хоп-группы Digital Underground, которые записали саундтрек Same Song к фильму «Сплошные неприятности» (англ. Nothing But Trouble). Позднее Same Song вошёл в EP This Is an EP Release. Затем Шакур выпустил свой дебютный сольный студийный альбом 2Pacalypse Now. Значительная часть музыкальных критиков, а также большинство поклонников отметили, что альбом имеет андерграунд-атмосферу. Хотя первоначально альбом был издан Interscope Records, впоследствии времени права на альбом перешли Amaru Entertainment, основателем которого является мать Тупака, Афени Шакур. Название альбома ссылается на художественный фильм 1979 года о войне во Вьетнаме «Апокалипсис сегодня» (англ. Apocalypse Now). Альбом вызвал значительную полемику среди государственных деятелей, в том числе из-за содержания треков Trapped и Brenda’s Got a Baby, в которых Шакур критиковал несправедливую социальную политику государства. MTV включило 2Pacalypse Now в список «сертифицированной классики хип-хопа», вдобавок, наряду с Me Against the World, All Eyez on Me и The Don Killuminati: The 7 Day Theory, альбом удостоился золотого статуса от RIAA. Альбом включает три сингла: Brenda’s Got a Baby, Trapped и If My Homie Calls. 2Pacalypse Now оказал огромное влияние на таких хип-хоп-исполнителей, как Nas, Eminem, The Game и Talib Kweli, которые впоследствии заявили, что 2Pacalypse Now являлся их творческим вдохновением.
Зимой 1993 вышел второй студийный альбом Шакура Strictly 4 My N.I.G.G.A.Z…. Пластинка содержит множество треков, подчёркивающих политические и социальные убеждения рэпера. Альбом получился более коммерчески успешным, нежели дебютный релиз. Именно Strictly 4 My N.I.G.G.A.Z… рассматривается как «прорывной» альбом в карьере Шакура. Альбом включил такие хиты, как Keep Ya Head Up и I Get Around, а также достигнул платинового статуса. К 2004 году альбом был продан в количестве 1 366 000 экземпляров.

### 1993—1995: Расцвет
В конце 1993 Шакур вместе со своими друзьями образовал группу Thug Life, куда вошли Big Syke, Macadoshis, его брат Mopreme Shakur и Rated R. Осенью 1994 группа выпустила единственный студийный альбом под названием Thug Life: Volume 1, который позже получил золотую сертификацию. В альбом вошёл сингл Pour Out a Little Liquor, спродюсированный Johnny Jackson, который также занимался продюсированием львиной доли All Eyez on Me. Среди наиболее известных треков T'hug Life: Volume 1 выделяются Bury Me a G, Cradle to the Grave, Pour Out a Little Liquor, How Long Will They Mourn Me? и Str8 Ballin. Несмотря на то, что изначально альбом должен был охватывать больше, нежели 10 треков, некоторые песни Interscope Records не пропустил в связи с их спорным содержанием. Запись How Long Will They Mourn Me? впоследствии вошла в сборник лучших песен Тупака Шакура. В большинстве случаев коллектив Thug Life выступал без Шакура.
Зимой 1995 вышел первый сингл с альбома Me Against The World — Dear Mama. Сингл возглавил хит-парад самых горячих рэп-синглов, а также занял девятую строчку в хит-параде Billboard Hot 100. Летом того же года сингл стал платиновым и был поставлен Billboard на 51 место в списке лучших синглов 1995 года. Второй сингл, So Many Tears, был обнародован летом, спустя четыре месяца после выхода первого сингла. So Many Tears достиг шестого места в хит-параде самых горячих рэп-синглов, а также поместился на 44-й позиции в Billboard Hot 100. Temptations вышел осенью, став третьим и финальным синглом с альбома. Temptations стал менее коммерчески успешным, нежели первые два, заняв 13 строчку в хит-параде самых горячих рэп-синглов, а также 68-ю в Billboard Hot 100. Третий альбом Шакура, Me Against The World, был комплиментарно встречен критиками, некоторые из которых заявили, что альбом является лучшим творением Шакура за всю его карьеру. Альбом рассматривается как один из величайших и наиболее влиятельных альбомов за всю историю. На премии Soul Train Music Awards 1996 года альбом победил в номинации «Лучший рэп-альбом». К 2011 году Me Against The World был продан в количестве 3 524 567 экземпляров.

### 1995—1996: Последние записи
Осенью 1995 Шакур записывает, а зимой 1996 публикует свой четвёртый студийный альбом All Eyez on Me. Нередко этот альбом оценивается как один из лучших рэп-альбомов 1990-х. В апреле 1996, всего через два месяца после релиза, All Eyez on Me удостоился двух платиновых сертификатов, а к 1998 году получил девять платиновых сертификатов. Синглы How Do U Want It и California Love достигли первой строчки Billboard Hot 100. Кроме того, альбом является первым коммерческим студийным рэп альбомом в истории, который был опубликован в двух частях. All Eyez on Me вышел на двух компакт-дисках и четырёх грампластинках. В первую неделю продаж альбом купили 566’000 раз. К концу 1996 пластинка была продана тиражом в 5 миллионов экземпляров. На церемонии 1997 Soul Train Music Awards альбом ожидаемо победил в категории «Лучший рэп-альбом года». Также на 24-й церемонии American Music Awards Шакур победил в номинации Favorite Rap/Hip-Hop Artist («Самый любимый хип-хоп-исполнитель года»).
Осенью 1996 в свет вышел пятый, последний студийный альбом Шакура, The Don Killuminati: The 7 Day Theory. Посмертный альбом вышел под новым сценическим именем Шакура — Makaveli. Альбом был записан за семь дней: три дня — на написание текстов и четыре дня — на работу над альбомом в студии. В 2005 MTV включило альбом в список «Величайших хип-хоп альбомов за всю историю». The Don Killuminati: The 7 Day Theory достиг первого места в Billboard 200, а также аналогичной позиции в Billboard Top R&B/Hip-Hop Albums. Летом 1999 альбом удостоился четырёх платиновых сертификатов.

## Гибель
В ночь на 7 сентября 1996 года Шакур вместе со своим менеджером, Шугом Найтом, присутствовал на боксёрском поединке между Майком Тайсоном и Брюсом Селдоном в MGM Grand в Лас-Вегасе, Невада. После окончания поединка один из партнёров Найта повстречал в вестибюле одного из участников банды Southside Compton Crips — Орландо Андерсона. Ранее, в том же году, Андерсон участвовал в ограблении члена вражеской банды Mob Piru, который, в свою очередь, имел связи с Шугом Найтом. Партнёр Найта рассказал Шакуру о присутствии одного из грабителей [Андерсона] в здании, после чего окружение Шакура атаковало Андерсона. Драку зафиксировала видеокамера отеля. После потасовки Шакур вместе с Найтом отправились в Club 662 (ныне именуется как ресторан/клуб Seven). Шакур сел на пассажирское место в чёрном автомобиле Найта, BMW 750iL, после чего в сопровождении свиты отправился в клуб.
В промежуток времени с 23:00 по 23:05 полиция остановила автомобиль Найта по причине отсутствия регистрационных знаков транспорта, а также за чрезвычайно громкое прослушивание музыки; но через несколько минут полиция, не выписав штрафа, отпустила компанию. В 23:15 с правой стороны к автомобилю Найта приблизился белый Cadillac последней модели, после чего один из пассажиров Кадиллака опустил стекло автомобиля и быстро произвёл несколько выстрелов. Четыре пули попали в Шакура — две пули угодили в грудную клетку (одна из них попала в правое лёгкое), и по одной в руку и в бедро. Найт был ранен в голову осколком автомобильного стекла. Телохранитель Фрэнк Александр заявил, что собирался ехать в клуб в одной машине с Найтом и Шакуром, однако в последний момент Шакур попросил его пересесть в автомобиль своей невесты, Кидады Джонс, ссылаясь на то, что может не хватить транспорта для переезда из клуба в отель. В документальном фильме Before I Wake телохранитель сообщил, что одна из машин погналась за нападавшими, однако он [телохранитель] никогда не слышал о тех, кто находился в белом «кадиллаке». Вскоре на место происшествия прибыли полицейские и медработники; последние отвезли Найта и Шакура в университетский медицинский центр Южной Невады (UMC). Согласно рапорту Криса Кэрролла (первого полицейского, прибывшего на место преступления), последними словами Шакура были «Fuck you». В госпитале, после нескольких попыток встать с кровати, Шакур, под воздействием сильных обезболивающих, был помещён в аппарат искусственного жизнеобеспечения и в конечном итоге, при помощи барбитуратов, переведён в искусственную кому. Днём 13 сентября 1996 года, несмотря на попытки врачей остановить внутреннее кровотечение, Тупак Шакур скончался в отделении реанимации и интенсивной терапии. Мать Тупака, Афени Шакур, приняла решение прекратить попытки врачей вернуть к жизни своего сына. В 16:03 по местному времени врачи зафиксировали смерть. Официальная причина смерти — дыхательная недостаточность и остановка сердца в связи с многочисленными огнестрельными ранениями.
На следующий день, 14 сентября, тело Шакура было кремировано. По словам участников хип-хоп-коллектива Outlawz, часть праха Шакура они смешали с марихуаной и выкурили. Однако в интервью 2014 года участник Outlawz, E.D.I. Mean, заявил, что пепел, выкуренный группой, не принадлежал Шакуру.
Убийство Шакура является предметом острого обсуждения, поскольку до сих пор полиции не удалось его раскрыть. Однако осенью 2002 года в Los Angeles Times появилась статья, в которой говорилось, что убийцей Шакура был Орландо Андерсон, который в день гибели был избит окружением Шакура. Андерсон, желая отомстить, организовал встречу банды, на которой было принято решение убить Шакура, а также немного заработать. Согласно автору статьи, Чаку Филипсу, в тот день в Лос-Анджелесе находился The Notorious B.I.G., который пообещал заплатить 1 млн долларов Андерсону за убийство лидера Западного побережья. Спустя неделю после смерти Шакура группировка Андерсона получила 50 тысяч долларов — первую часть обещанного миллиона. Как дальше шли эти выплаты — неизвестно. В 1997 году сам Notorious B.I.G. был застрелен в своей машине при сходных обстоятельствах. Орландо Андерсон был убит в Комптоне весной 1998 года в ходе бандитских разборок, не связанных с гибелью Шакура.
В 2018 году дядя Орландо Андерсона, бывший гангстер Дуэйн Кит Дэвис (псевдоним — Keefe D) заявил, что убийцей Шакура был Орландо.
29 сентября 2023 года Дуэйн Кит Дэвис по предъявленному штатом Невада обвинению в убийстве, был задержан во дворе своего дома. В его доме был проведен обыск — полицейские обнаружили журналы, где фигурируют люди, которые также могут быть причастны к убийству.

## Наследие

Граффити с изображением Шакура, расположенный в Восточном Гарлеме

Тупак Шакур остаётся одной из самых культовых и могущественных фигур хип-хоп-культуры. По мнению хип-хоп сообщества, а также значительного числа известных изданий, Шакур является одним из величайших и наиболее влиятельных хип-хоп-исполнителей в истории. Редактор сайта BET поместил Тупака в список «Самые влиятельные рэперы всех времён». Его влияние заметно в творчестве 50 Cent, Ja Rule, Lil Wayne, Freddie Gibbs и даже его друга Бигги, ставшего ему соперником. Фрески с изображением Тупака есть в Нью-Йорке, Бразилии, Сьерра-Леоне, Болгарии и многих других местах. У него даже есть статуи в Атланте и Германии.
Появление Шакура в фильме «Авторитет» в роли Бишопа, обеспокоенного старшеклассника, превращающего себя в хладнокровного убийцу, — это первое заметное появление рэпера в фильмах. Шакур, который учился актёрскому мастерству во время учёбы в средней школе в Атланте, показал себя в кадре так эффектно, как это не удалось ни одному рэперу, оказавшемуся на съёмочной площадке в качестве актёра. До своей гибели Тупак успел сыграть ещё в нескольких положительно оценённых критиками картинах, включая баскетбольную драму «Над кольцом» (англ. Above the Rim) и фильм «В тупике» (англ. Gridlock’d) с Тимом Ротом. Шакур является третьим хип-хоп исполнителем, выпустившим двойной студийный альбом (All Eyez on Me), после альбомов DJ Jazzy Jeff & The Fresh Prince He’s The DJ, I’m The Rapper (1988) и Master P presents Down South Hustlers (1995).

Одна из известнейших телевизионных сетей, BET, писала: «Его образ ловеласа, бандита, революционера и поэта навсегда изменили восприятие о том, как должен выглядеть рэпер, как должен звучать рэпер, как должен поступать рэпер». В то же время американский писатель Чак Филипс писал: «Убийство Тупака повлекло гибель самого красноречивого голоса, принадлежавшего гетто-поэту, чьи истории отчуждения вдохновляли молодёжь всех рас и национальностей. 25-летний Шакур помог эволюционировать рэпу из сырой уличной причуды до сложного вида искусства». Журналист Rolling Stone, Моси Ривз, писал: «Тупак — это тот, кто в одиночку превратил эпитет „преступник“ в источник мужской силы. Оксфордский словарь определяет слово гангстер как „вспыльчивую персону, занимающуюся криминалом“, однако Шакуру удалось использовать это определение в позитивном ключе. Своё видение определения этого слова помогло артисту изменить значение слова „бандит“, которое стало применяться к тем, кто возобладает над системой и социальными преградами. Впоследствии новое значение этого слова стало употребляться в современном обществе всё чаще, а многие хип-хоп-артисты, включая Young Thug и Slim Thug, начали придерживаться нового взгляда и использовать его в своих именах».
| «                     | Фанаты, преимущественно из Восточного побережья, которые до сих пор держат обиду на Тупака, продолжают спорить о выборе лучшего в истории рэп-альбома, приводя в пример пластинки Illmatic, Ready to Die, Reasonable Doubt, но никто не в силах отрицать, что Тупак модернизировал хип-хоп-культуру, сшив её в мускулистый, татуированный, лысоголовый и бандано-меченый гобелен. Он определённо изменил как хип-хоп-, так и поп-культуру. Навсегда. | » |
| — Rolling Stone, 2016 | |   |

В 1997 мать Тупака, Афени, для сохранения наследия своего сына образовала семейный фонд — Tupac Amaru Shakur Foundation. Задача фонда заключается в «обеспечении социальной поддержки студентов, которые стремятся повысить свои творческие навыки». К 2008 году, по данным финансово-экономического журнала Forbes, состояние Шакур оценивалось в 15 млн долларов, что делало его одним из самых богатых посмертно зарабатывающих артистов в мире. Весной 2012, на фестивале Coachella, была представлена голограмма Шакура, которая исполнила вместе со Snoop Dogg и Dr. Dre композиции Hail Mary и 2 of Amerikaz Most Wanted.
Шакур получил широкое признание среди других хип-хоп исполнителей, в том числе от Эминема, который в 2008 году написал открытое письмо матери Тупака, поблагодарив Афени Шакур за её сына: «Вы даже не представляете, насколько сильно ваш сын вдохновил всё хип-хоп сообщество, насколько сильно он вдохновляет меня на протяжении всей моей карьеры. Ваш сын, как никто другой, отождествляет понятие „солдат“. Когда мне было нелегко (до славы, до Dre), я включал Тупака и понимал, что всё не так уж и плохо. Он дал мне мужество, чтобы встать и сказать: „Fuck the world! Я тот, кто я есть, и если я тебе не нравлюсь, можешь идти к чёрту“». Огромную роль Тупак Шакур сыграл в жизни Кендрика Ламара. Ламар даже основал движение HiiiPoWeR, которое подобно направлению Thug Life Шакура. В конце сингла HiiiPoWeR исполнитель из Комптона произносит словосочетание «Thug Life», ссылаясь на силу и непоколебимость движения Шакура. Осенью 2015 Кендрик написал благодарное письмо кумиру: «Я впервые увидел тебя в 8 лет. Я не мог описать словами то, что я чувствовал в тот момент. Эмоции, наполненные волнением, радостью, порывами. Лишь 20 лет спустя я понял, что это чувство — вдохновение. Каждый, кого я знал, прислушивался к тебе». Известный хип-хоп-исполнитель, Джей Коул, сказал следующее: «Мой любимый хип-хоп исполнитель — Тупак Шакур. Он был моим любимцем ещё до того, как я начал читать рэп. Помню, как мой отчим пришёл домой с первым альбомом Пака, помню, как он слушал песню »Brenda’s Got A Baby". Я был слишком молод, чтобы понимать, о каких серьёзных вещах повествует Пак. Но мне это нравилось, потому что это было настоящее искусство, это была правда". В интервью Associated Press, легендарный боксёр Майк Тайсон произнёс: «Его музыка будет жить до тех пор, пока Земля вращается вокруг своей оси. Я рад, что мне удалось поприсутствовать в его жизни, и он знает это». Калифорнийский рэпер Снуп Догг заявил, что Тупак являлся ему братом: «Мы были одного возраста, поэтому мы смотрели друг на друга и восхищались тем, что мы делаем», в свою очередь Dr. Dre вспоминал: «Он писал массу материала. Он был невероятен. Он был настоящей машиной, подлинным талантом».
Осенью 2016 письмо, написанное Шакуром во время пребывания в исправительном учреждении, было продано на аукционе за 172 725 долларов. Также кабельный телеканал USA Network анонсировал запуск нового проекта Unsolved («Нераскрытое дело»), которое должно было рассказать о полицейском расследовании гибели Тупака Шакура и The Notorious B.I.G. Весной 2017 в Барклайс-центре, Бруклине (Нью-Йорк), Snoop Dogg ввёл Шакура в Зал славы рок-н ролла. 16 июня 2017 года, в 46-й день рождения исполнителя, в прокат поступил биографический фильм о Шакуре под названием All Eyez on Me.
7 июня 2023 года Тупаку Шакуру открыта звезда на Аллее славы в Голливуде

## Дискография

### Студийные альбомы
- 2Pacalypse Now (1991)
- Strictly 4 My N.I.G.G.A.Z… (1993)
- Me Against the World (1995)
- All Eyez on Me (1996)

### Посмертные студийные альбомы
- The Don Killuminati: The 7 Day Theory (1996) (как Makaveli)
- R U Still Down? (Remember Me) (1997)
- Until the End of Time (2001)
- Better Dayz (2002)
- Loyal to the Game (2004)
- Pac’s Life (2006)

### Совместные альбомы
- Thug Life: Volume 1 (совместно с Thug Life) (1994)

### Посмертные совместные альбомы
- Still I Rise (совместно с Outlawz) (1999)

## Фильмография
Тупак Шакур участвовал как актёр или как одно из действующих лиц в следующих фильмах:
| Год  | Название            | Оригинальное название          | Роль                                   | Примечание                                                            |
| ---- | ------------------- | ------------------------------ | -------------------------------------- | --------------------------------------------------------------------- |
| 1991 | Одни неприятности   | Nothing But Trouble            | в роли самого себя                     | В составе группы Digital Underground                                  |
| 1992 | Авторитет           | Juice                          | Бишоп                                  | Первая звёздная роль                                                  |
| 1992 | Класс Дрексела      | Drexell’s Class                | в роли самого себя                     | Сезон 1: «Cruisin'»                                                   |
| 1993 | Другой мир          | A Different World              | Пикколо                                | Сезон 6: «Homie, Don’t You Know Me?»                                  |
| 1993 | Поэтичная Джастис   | Poetic Justice                 | Лаки                                   | Сотрудничество с Джанет Джексон                                       |
| 1993 | В ярких красках     | In Living Color                | в роли самого себя                     | Сезон 5: «Ike Turner and Hooch»                                       |
| 1994 | Над кольцом         | Above the Rim                  | Бёрди                                  | Сотрудничество с Марлоном Уэйансом                                    |
| 1995 | Убийство было делом | Murder Was the Case: The Movie | Снайпер                                | —                                                                     |
| 1996 | —                   | Saturday Night Special         | в роли самого себя                     | 1 эпизод                                                              |
| 1996 | —                   | Saturday Night Live            | в роли самого себя (музыкальный гость) | 1 эпизод                                                              |
| 1996 | Пуля                | Bullet                         | Танк                                   | Выпущен через месяц после смерти Шакура                               |
| 1997 | В тупике            | Gridlock’d                     | Изекииль «Спун» Уитмор                 | Выпущен через несколько месяцев после смерти Шакура.                  |
| 1997 | Преступные связи    | Gang Related                   | Детектив Родригез                      | Последняя работа Шакура в кино. Создатели фильма посвятили его Тупаку |
| 2003 | Тупак: Воскрешение  | Tupac: Resurrection            | в роли самого себя                     | Официальный документальный фильм; архивные кадры                      |
| 2009 | Ноториус            | Notorious                      | в роли самого себя                     | Архивные кадры                                                        |
| 2017 | 2pac: Легенда       | All Eyez on Me                 | в роли самого себя                     | Архивные кадры                                                        |
| —    | Жить чтобы сказать  | Live 2 Tell                    |                                        | Анонсирован                                                           |

- В фильме «Notorious» 2009 года Тупака Шакура сыграл Энтони Маки.
- В телесериале «Нераскрытое дело» 2018 года Тупака Шакура сыграл Марк Роуз (англ. Marcc Rose).